# Comtés de l'État du Maine
Cet article présente une liste des comtés du Maine. L'État américain du Maine est divisé en 16 comtés.

## Liste des comtés
| Comté        | Date de création | Superficie totale (en km2) | Superficie terrestre (en km2) | Population (2010) | Densité (hab/km2) | Siège          | Pourcentage des francophones (2010) |
| ------------ | ---------------- | -------------------------- | ----------------------------- | ----------------- | ----------------- | -------------- | ----------------------------------- |
| Androscoggin | 1854             | 1 288                      | 1 218                         | 107 702           | 88,43             | Auburn         | 9,65 %                              |
| Aroostook    | 1839             | 17 686                     | 17 279                        | 71 870            | 4,2               | Houlton        | 18,03 %                             |
| Cumberland   | 1761             | 3 152                      | 2 164                         | 281 674           | 130,16            | Portland       | 2,10 %                              |
| Franklin     | 1838             | 4 518                      | 4 398                         | 30 768            | 7,00              | Farmington     | 2,22 %                              |
| Hancock      | 1790             | 6 089                      | 4 112                         | 54 418            | 13,23             | Ellsworth      | 0,90 %                              |
| Kennebec     | 1799             | 2 463                      | 2 247                         | 122 151           | 54,36             | Augusta        | 3,69 %                              |
| Knox         | 1860             | 2 958                      | 2 011                         | 39 736            | 19,76             | Rockland       | 0,77 %                              |
| Lincoln      | 1760             | 1 812                      | 1 181                         | 34 457            | 29,18             | Wiscasset      | 0,90 %                              |
| Oxford       | 1805             | 5 634                      | 5 382                         | 57 833            | 10,75             | Paris          | 1,59 %                              |
| Penobscot    | 1816             | 9 210                      | 8 795                         | 153 923           | 17,50             | Bangor         | 2,13 %                              |
| Piscataquis  | 1838             | 11 337                     | 10 272                        | 17 535            | 1,71              | Dover-Foxcroft | 1,33 %                              |
| Sagadahoc    | 1860             | 956                        | 658                           | 35 293            | 53,64             | Bath           | 1,83 %                              |
| Somerset     | 1809             | 10 607                     | 10 170                        | 52 228            | 5,14              | Skowhegan      | 2,14 %                              |
| Waldo        | 1827             | 2 209                      | 1 890                         | 38 786            | 20,52             | Belfast        | 0,58 %                              |
| Washington   | 1790             | 8 430                      | 6 652                         | 32 856            | 4,94              | Machias        | 0,66 %                              |
| York         | 1652             | 3 293                      | 2 566                         | 197 131           | 76,82             | Alfred         | 4,95 %                              |

## Historique
- 1652 : création du comté du Yorkshire à partir de la partie sud du district du Maine, appartenant alors au Massachusetts ; il fut renommé en comté de York en 1668.
- 1760 : création du comté de Lincoln à partir du comté de York
- 1761 : création du comté de Cumberland à partir du comté de York
- 1790 : création des comtés de Hancock et Washington à partir du comté de Lincoln
- 1799 : création du comté de Kennebec à partir du comté de Lincoln
- 1805 : création du comté d'Oxford à partir des comtés de Cumberland et de York
- 1809 : création du comté de Somerset à partir du comté de Kennebec
- 1816 : création du comté de Penobscot à partir du comté de Hancock
- 1820 : indépendance du Maine, qui devient le 23e État des États-Unis
- 1827 : création du comté de Waldo à partir des comtés de Hancock, Kennebec et Lincoln
- 1838 :
  - Création du comté de Franklin à partir des comtés de Kennebec, Oxford et Somerset
  - Création du comté de Piscataquis à partir des comtés de Penobscot et Somerset
- 1839 : création du comté d'Aroostook à partir des comtés de Penobscot et Washington
- 1854 : création du comté d'Androscoggin à partir des comtés de Cumberland, Kennebec, Lincoln et Oxford
- 1860 :
  - Création du comté de Knox à partir des comtés de Lincoln et Waldo
  - Création du comté de Sagadahoc à partir du comté de Lincoln